# كريستيان مارتينيز
كريستيان مارتينيز (بالإسبانية: Christian Martínez)‏ (19 أبريل 1994 كوستاريكا - ) هو لاعب كرة قدم كوستاريكي، شارك في بطولة تولون الدولية لكرة القدم 2015.

## روابط خارجية
- كريستيان مارتينيز على موقع قاعدة بيانات كرة القدم.إي يو (الإنجليزية)
- كريستيان مارتينيز على موقع ناشيونال فوتبول تيمز (الإنجليزية)
- كريستيان مارتينيز على موقع Soccerway.com (الإنجليزية)
- كريستيان مارتينيز على موقع عالم كرة القدم.نت (الإنجليزية)